# Liparochrus dilatatifrons
Liparochrus dilatatifrons är en skalbaggsart som beskrevs av Blackburn 1905. Liparochrus dilatatifrons ingår i släktet Liparochrus och familjen Hybosoridae. Inga underarter finns listade i Catalogue of Life.